# Timyra
Timyra é um gênero de traça pertencente à família Agonoxenidae.